# City of York (fram till 1996)
York var ett distrikt i North Yorkshire i England. Distriktet hade 104 392 invånare år 1961. Det avskaffades 1 april 1996 och blev en del av enhetskommunen City of York.
Distriktet omfattade staden York (28 km²). I den nya enhetskommunen ingår även omgivande områden och dess yta är 272 km².